# Argentínai és uruguayi spanyol nyelvjárás

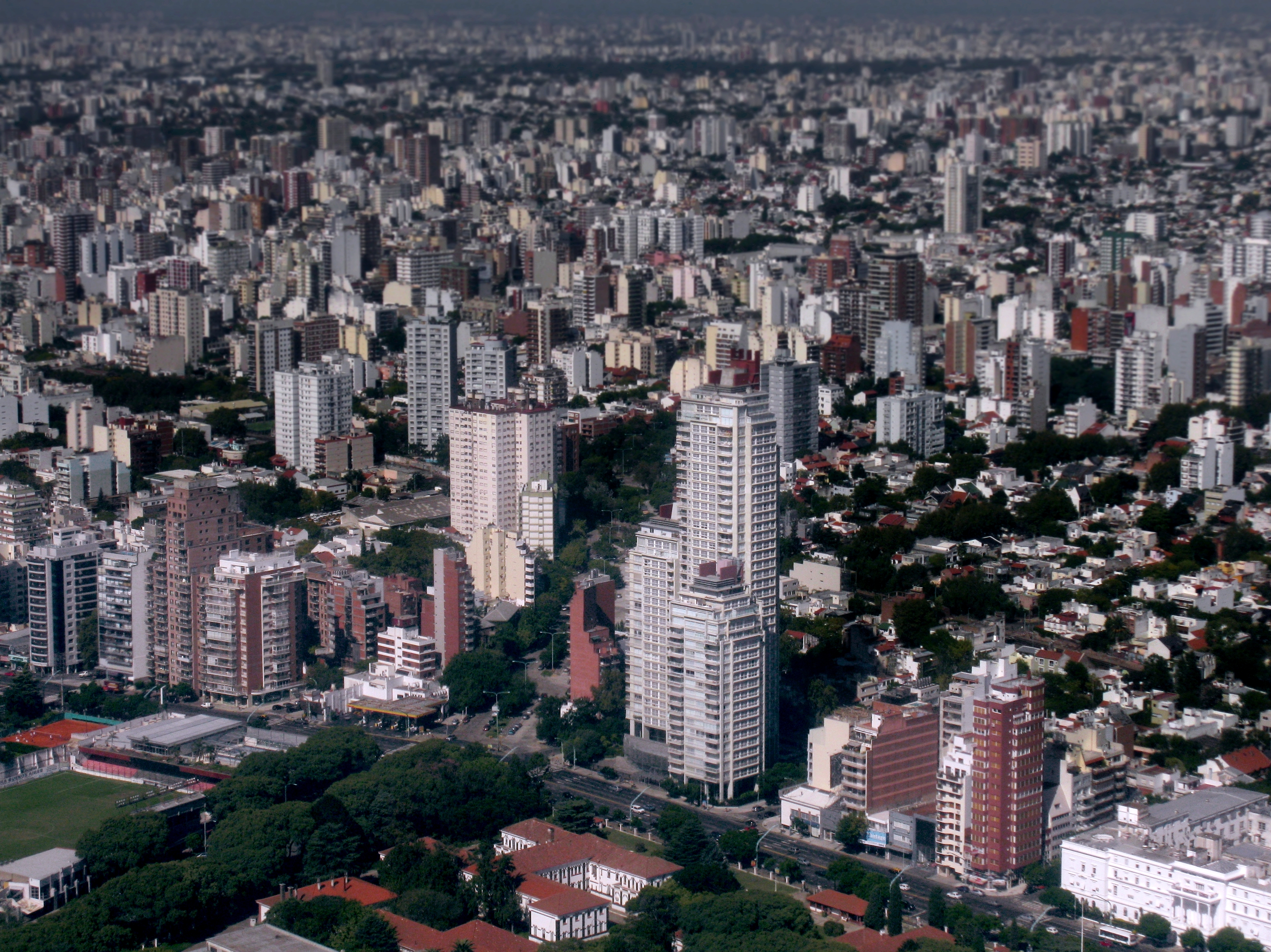
Légifelvétel Buenos Airesról

Az argentínai–uruguayi spanyol nyelvjárás, más néven – a fővárosok és környékük nyelvhasználata után – Río de la Plata-i vagy rioplatense nyelvjárás (español rioplatense), a kasztíliai spanyol nyelv Argentínában és Uruguayban több mint 39 millió beszélő által használt változatait jelenti. Bár a terület nagy kiterjedéséből eredően nem homogén nyelvjárásról van szó, találhatóak benne jellegzetes közös vonások, amelyek élesen elkülönítik a többi spanyol nyelvjárástól: ilyen például az ún. zheísmo (’zs-zés’) vagy a csaknem kizárólagos voseo. A nyelvjárási sajátosságok kialakulását több tényező befolyásolta, mint például a gyarmatosítók eredete, akik első és legjelentősebb hulláma közvetlenül Spanyolországból érkezett Río de la Plata területére, és az andalúz nyelvjárást hozták magukkal; ebből következően a terület nyelvhasználata a déli típusú nyelvjárásokhoz tartozik.

## Argentína

### Nyelvjárási tagolódás
Az Argentínában használt spanyol a területi (diatopikus) tagolódás mellett a szociális rétegződés szerint is mutat változatokat, amelyekre a későbbiek során szükségszerűen utalunk. A különböző hangtani és nyelvtani jellegzetességek, illetve külső hatások (indián nyelvek szubsztrátuma) alapján az alábbi dialektális zónák különböztethetőek meg:
1. partmenti (litoral-pampeana, gauchesca): idetartozik Santa Fe tartomány majdnem teljes egészében, Entre Ríos, Buenos Aires és La Pampa tartományok, valamint egész Patagónia;
2. északkeleti (nordeste, guaranítica): idetartoznak Misiones és Corrientes tartományok, Formosa és Chaco keleti részei, Santa Fe északkeleti és Entre Ríos északi része;
3. északnyugati (noroeste): Chaco és Formosa tartományok nyugati része, Jujuy legnagyobb része, Salta, La Rioja, Catamarca és Tucumán, kivétel a középső része;
4. észak-andoki: San Juan tartomány északi része, La Rioja és Catamarca tartományok nyugati része, Jujuy legészakibb része, és Salta északnyugati feléből egy rész;
5. cuyói-középső (cuyano-central): Córdoba tartomány középső és északnyugati, San Luis középső és északi része, valamint San Juan legnagyobb része, Mendoza tartomány, illetve Neuquén északi része;
6. Santiago del Estero tartomány, és néhány kisebb terület: Entre Ríos középső, Jujuy déli, illetve Salta és Tucumán középső részei.

Néhány zóna átmeneti nyelvjárási területnek is tekinthető, ilyenek például Santa Fe északi része, Entre Ríos közepe és Córdoba városa.

### Történeti áttekintés
E nyelvjárási sokféleség kialakulása több tényezőnek köszönhető, amelyek közül az egyik, hogy a gyarmatosítás három nagy hullámban zajlott le. Río de la Plata benépesítői közvetlenül Spanyolországból jöttek, és 1536-ban foglalták el Buenos Aires kikötőjét az andalúz Pedro de Mendoza vezetésével. A gyarmatosítás központja később, a kikötő elnéptelenedése után Asunciónba helyeződött át, hivatalosan 1541-ben, ahol nagyszámú, tisztán kreol népesség alakult ki, s onnan alapították a legfőbb partmenti városokat (Santa Fe, 1573; Buenos Aires, 1580 – másodszor; Corrientes, 1588; stb.); többségében a Dél-Spanyolországból származtak, majd őket kasztíliaiak, extramaduraiak követték, illetve kisebb arányban baszkok, leóniak és ó-kasztíliaiak, akik közül a gyarmatosító hadvezérek és katonák többsége is kikerült. Az északnyugati gyarmatosítási hullám Peruból jött, parancsnokai a mai Santiago del Estero (1553) és San Miguel de Tucumán (1565) városokat alapították; többségük Kasztíliából és La Riojából származott. A harmadik benépesítési hullám Chile felől érkezett Tucumán és Cuyo területére, akik nagyrészt kasztíliaiak és baszkok voltak, és Mendoza (1561), San Juan (1562), valamint San Luis (1591~1594) városokat alapították.
A már eredendően eltérő demográfiai összetételhez később hozzájárult a nyelv történeti és szociokulturális fejlődése is, amellyel az egyes közösségek különféle nyelvhasználata magyarázható. Így például a Santa Fe és Buenos Aires tartományok területén már elég korán győzött a délspanyol jellegű nyelvváltozat, míg Corrientes tartomány nyelvhasználata konzervatívabb és a paraguayi nyelvjáráshoz áll közelebb. Más befolyásoló tényezők között szerepelnek az indián nyelvek hatásai (a legjelentősebbek közülük északnyugaton a kecsua, északkeleten a guaraní, délen pedig az araukán), amelyek mindenekelőtt a – főleg regionális – szókincsben, ritkán a hangrendszerben is hagytak nyomokat; valamint a későbbi tömeges európai bevándorlási hullámok, amelyeknek a legnépesebb és legjelentősebb csoportját az olaszok alkották, akik főleg Buenos Airesben és néhány más tartományban (Santa Fe, Córdoba, Mendoza, Tucumán stb.) telepedtek le. Buenos Aires városában az olaszokkal való kapcsolat hatására külön szleng is kialakult, az ún. lunfardo, amely olasz szavakkal kevert spanyol. A Misiones és Corrientes tartományokban ezen kívül a brazíliai portugál hatásával is számolni kell, főleg a szókincsben. Mindazonáltal az utóbbi évtizedekben egy nyelvi egységesítési folyamat vette kezdetét Buenos Aires nyelvhasználatán alapulva, amely az ország szociális, kulturális, politikai és gazdasági központja, és amelynek nyelvi befolyása egyre inkább érezhető Argentína maradék részén is.

### Hangtani sajátosságok
Az argentin spanyol fonetikai–fonológiai szempontból az alábbiakkal jellemezhető.
- A hangsúlyos magánhangzóknál nincsenek számottevő módosulások. Hangsúlytalan helyzetben viszont ingadozhatnak, főleg a közép- és alacsonyabb rétegek nyelvhasználatában: comisaría [komiseˈri.a], policía [poleˈsi.a] ’rendőrség’, ministro [meˈnihtro] ’miniszter’, sepultura [sepolˈtura] ’sírhely’; ugyanígy a szóvégi hangsúlytalan -e és -o helyett a falusi és az alacsony rétegek nyelvében i-t és u-t ejtenek: poco [ˈpoku] ’kevés’, este [ˈesti] ’ez’.
- A seseo általánosan elterjedt (vagyis csak az /s/ fonéma létezik), a többi amerikai spanyol nyelvjáráshoz hasonlóan. Néhány falusi területen (Buenos Aires tartomány középső, Santa Fe középső és északi, Corrientes és Entre Ríos belső, illetve Río Negro keleti részén) létezik az ún. ceceo is, vagyis az /s/ interdentális [θ] ejtése.
- Az szó- és szótagvégi -s az egész argentin nyelvterületen hehezetként valósul meg vagy kiesik, kivéve az argentin fennsíkot (Puna de Atacama) és Santiago del Estero tartományt, ahol mindig rendesen [s]-nek ejtik. Kiesése a művelt köznyelv hatására visszaszoruló tendenciát mutat a fiatal generációknál.
- Az ll /ʎ/ és az y /ʝ/ közötti különbséget az északkeleti és az észak-andoki zónában őrzik, az ország többi része azonban nem megkülönböztető (yeísmo). A yeísmo szintén kétféleképpen valósulhat meg aszerint, hogy [ʝ]-nek (kb. magyar j) vagy [ʒ]-nek (magyar zs) ejtik-e; ez utóbbi, amelynek a szakirodalomban zheísmo (’zs-zés’) a neve,[2] az argentin és uruguayi spanyol legjellegzetesebb tulajdonsága. A zheísmo városi eredetű jelenség, amely Buenos Airesből indult, és onnan terjedt el az ország közepe felé; de szintén általános Salta és Tucumán városokban. Santiago del Estero tartományban ezzel szemben csak az ll-t ejtik [ʒ]-nek, az y-t nem. Egyre inkább megfigyelhető – főleg a fiatalabb generációk és a nők között – a [ʒ] elzöngétlenedése, vagyis az ilyen beszélők az ll/y hangokat [ʃ]-nek (magyar s) ejtik, pl. ya [ʃa] ’már’.
- Az -rr- hangot a partmenti zónában pergetve ejtik (bizonyos dél-patagóniai hegyi területek kivételével), azonban az ország belső részén éppúgy elterjedt az asszibilált réshangként való ejtése is.
- A különböző mássalhangzócsoportok leegyszerűsítése, illetve bizonyos mássalhangzók laza ejtése az alacsonyabb rétegek kiejtésére, illetve a hanyag nyelvhasználatra jellemzőek.

### Nyelvtani jellemzők
A főbb morfoszintaktikai jellegzetességek a következők:
- Az egyik legfontosabb sajátosság a voseo, vagyis egyes szám második személyben tú helyett a vos névmás használata alany-, megszólító és elöljárós esetben, amely szinte kizárólagos az argentin–uruguayi nyelvterületen, minden réteg nyelvében és minden stílusban megtalálható. Tárgy- és részes esetben a te, birtokos melléknévként, illetve névmásként a tu és a tuyo használatosak. A tú személyes névmás csak néhány kivételes esetben fordul elő főleg időskorú beszélőknél, illetve a médiában mint „félbizalmas” megszólítási forma a vos és a magázó usted között. A vos névmással történő igehasználat valamivel bonyolultabb. A kijelentő módot alapul véve, a partmenti–pampai, illetve az északkeleti térségben alaktanilag a többes szám második személy félhangzó nélküli véghangsúlyos alakja használatos: vos cantás (< cantáis), vos comés (< coméis), vos vivís ’te énekelsz, te eszel, te élsz’. Más zónákban (Tucumán város alacsony rétegeinek nyelvében, Cuyo egy részén, az ország középső részén, Córdoba középső és északnyugati részén, San Luisban, San Juan déli részén, Mendozában és Nequén északi részén) a második és harmadik igeragozás között nem tesznek különbséget, mindkettő végződése -ís: vos comís (< coméis), vivís. Északnyugaton nagy területen előfordul a kevert paradigma is (az első igeragozás félhangzós, a második és a harmadik félhangzó nélküli nem megkülönböztető alakja): vos cantáis, comís, vivís. Santiago del Estero tartományban alaktanilag a tú névmásnak megfelelő formákat használják: vos cantas, comes, vives. A többi igealakot illetően, a felszólító módban általában a vos névmásnak megfelelő (alaktanilag a többes szám második személyű -d nélküli véghangsúlyos) alakját használják: cantá, comé, viví vos ’énekelj, egyél, élj’. A kijelentő mód egyszerű múlt idejében a -ste és a -stes alak váltakozik a különböző rétegek nyelve szerint, de a városokban és a művelt rétegek nyelvében a sztenderd köznyelvi -ste alak az elterjedtebb (vos cantaste, comiste, viviste). A kötőmód jelen idejében a sztenderd köznyelvi másodéles és véghangsúlyos alakok használata ingadozik. Buenos Aires művelt nyelvhasználatában a sztenderd köznyelvi – tú névmásnak megfelelő – alakok használatosak: vos cantes, comas, vivas; bár a fiatalabb generációnál, valamint Rosario városában a véghangsúlyos alakot részesítik előnyben: vos cantés, comás, vivás. Salta és Tucumán városában a művelt rétegek szintén az utóbbi alakokat használják. Mendozában a közép- és felső rétegek a sztenderd köznyelvi alakot használják, az alacsony rétegek pedig a véghangsúlyosat.
- A többi amerikai spanyol nyelvjáráshoz hasonlóan, többes szám második személyben az ustedes névmás használatos alaktanilag a neki megfelelő többes szám harmadik személyű igealakokkal; a vosotros csak a szónoklatokban tűnik fel időnként, de erőltetettnek hat.
- A tárgyesetű, illetve részes esetű lo / los, la / las, le / les névmásokat a sztenderd nyelvnek megfelelően használják, vagyis mint általában a délspanyol nyelvjárásokban, nem jellemzőek a leísmo, laísmo, loísmo jelenségek. Egyetlen kivétel az északkeleti zóna (Corrientes, Misiones tartományok, illetve Chaco és Formosa keleti része), ahol széles körben elterjedt a leísmo.
- Mint általában a spanyol köznyelvben, kiveszett a használatból a kijelentő mód befejezett régmúltja (pretérito anterior: hube cantado), valamint a kötőmód két jövője (futuro imperfecto: cantare; futuro perfecto: hubiere cantado).
- A szintetikus jövő idő körülírással történő helyettesítésének tendenciája mutatkozik, hasonlóan a többi amerikai nyelvjáráshoz: voy a cantar ’énekelni fogok’.
- A kötőmód folyamatos múltjának (pretérito imperfecto) -ra végű alakjai az elterjedtebbek.
- A kijelentő mód egyszerű befejezett (pretérito perfecto simple) és összetett befejezett (pretérito perfecto compuesto) múltja közötti funkcionális és jelentésbeli különbség halványul, bizonyos területeken az egyik, míg máshol a másik elterjedtebb. A partmenti–pampai zónában elsősorban az egyszerű, északnyugaton és a középső részeken inkább az összetett alakot használják.

### Szókincs
Az argentin területen máig használnak olyan szavakat, amelyek az európai spanyolban már nem használatosak (bár szintén előfordulnak más amerikai spanyol nyelvjárásokban): barranca ’szakadék’, barrial ’agyagos/mocsaras terület’, lindo ’szép, rendes’, pararse ’felkelni’ stb. Sok szó andalúziai eredetű, továbbá – ahogy az amerikai spanyolban általában – jelen vannak a legfontosabb indián nyelvekből származó elemek is. Az afrikai eredetű szavak nem számottevőek. Mindinkább jelentős viszont a különböző európai kultúrnyelvekből átvett szavak rétege, ilyen nyelvek például a francia és az angol, de külön említést érdemelnek bizonyos területeken – például a Río de la Plata vidéke – az olasz (vagy olaszországi dialektális) eredetű szavak, amelyek főként a kötetlen, családias nyelvben vannak jelen, és főleg az étkezéssel, mindennapi élettel kapcsolatosak: antipasto, bondiola, grisín, minestrón, panceta, pesto, pizza, ricota, salame, nono, nona, pibe, batifondo, biaba, crepar, chau, esbornia, falluto, fiaca, laburo, linyera stb.

## Uruguay
Az uruguayi nyelvterület szintén nem tekinthető homogénnek. Két nyelvjárási zóna különíthető el: északi és déli, ennek talán egyik fő oka az ország északkeleti részén beszélt portugál nyelv, amely hatással van az ottani spanyolra. Az ország benépesítői szintén nem egyféle eredetűek voltak: délen eredetileg javarészt Kanári-szigetekiek telepedtek le, de jöttek Brazília felől is, portugál nyelvűek. Ehhez még hozzájárultak – akárcsak Argentínában – a 19. század második felének bevándorlási hullámai is, elsősorban olaszokkal, bár jelentős számban érkeztek spanyolok is.
- Hangtanilag jellemző az uruguayi spanyolra, hogy a szóvégi -s kiesése miatt az előző magánhangzó (a, e, o) megnyílása jelzi a többes számot.
- Az északkeleti térségben a portugál hatására különösképpen jellemző az e és o megnyílása, a magánhangzók nazalizálása, valamint a b, d mássalhangzók zárhangként ejtése még magánhangzók közötti helyzetben is; a v labiodentális ejtése, illetve a szó- és szótagvégi -s megtartása.
- A falusi nyelvben megfigyelhető a középállású magánhangzók (e, o) záródása, a szóvégi -r elhagyása, az l/r felcserélése a kiejtésben, stb.
- Montevideo, amelynek nyelvére Buenos Aires erős hatást gyakorol, sok hangtani tulajdonságban osztozik az argentin főváros nyelvváltozatával (zheísmo, seseo, az -s hehezetté válása vagy elhagyása).
- A nyelvtani sajátosságokat illetően – a hegyen túli területeket leszámítva – itt is szinte kizárólagos a voseo. A hegyen túli területen a tú névmást használják, olykor a vos névmásnak megfelelő alakokkal: tú cantás, tú comés. Montevideóban is ezt a formát részesítik előnyben a tú névmással való használat esetén, bár gyakoribb a vos használata; a tú inkább közép és felső rétegek nyelvének sajátossága.